# Церно-Зашосе
Церно-Зашосе (пол. Cierno-Zaszosie) — село в Польщі, у гміні Єнджеюв Єнджейовського повіту Свентокшиського воєводства.
Населення — 156 осіб (2011).
У 1975-1998 роках село належало до Келецького воєводства.

## Демографія
Демографічна структура на день 31 березня 2011 року:
|          | Загалом | Допрацездатний вік | Працездатний вік | Постпрацездатний вік |
| -------- | ------- | ------------------ | ---------------- | -------------------- |
| Чоловіки | 73      | 16                 | 51               | 6                    |
| Жінки    | 83      | 21                 | 46               | 16                   |
| Разом    | 156     | 37                 | 97               | 22                   |